# Панайотіс Пападопулос
Панайотіс Пападопулос (грец. Παναγιώτης Παπαδόπουλος; нар. 23 травня 1985, Салоніки) — грецький борець греко-римського стилю, бронзовий призер чемпіонату світу серед юніорів, дворазовий бронзовий призер чемпіонатів Європи серед юніорів, срібний призер Середземноморських ігор, учасник Олімпійських ігор.

## Життєпис
Боротьбою почав займатися з 1995 року.
Виступав за спортивний клуб P.O.P. Халкіда. Тренер — Лєа Ніколау.

## Спортивні результати на міжнародних змаганнях

### Виступи на Олімпіадах
| Змагання                    | Збірна | Вагова категорія                  | Місце |
| --------------------------- | ------ | --------------------------------- | ----- |
| Літні Олімпійські ігри 2008 | Греція | греко-римська боротьба, до 120 кг | 17    |

### Виступи на Чемпіонатах світу
| Змагання                        | Збірна | Вагова категорія                  | Місце |
| ------------------------------- | ------ | --------------------------------- | ----- |
| Чемпіонат світу з боротьби 2007 | Греція | греко-римська боротьба, до 120 кг | 12    |
| Чемпіонат світу з боротьби 2009 | Греція | греко-римська боротьба, до 120 кг | 20    |

### Виступи на Чемпіонатах Європи
| Змагання                         | Збірна | Вагова категорія                  | Місце |
| -------------------------------- | ------ | --------------------------------- | ----- |
| Чемпіонат Європи з боротьби 2007 | Греція | греко-римська боротьба, до 120 кг | 10    |
| Чемпіонат Європи з боротьби 2008 | Греція | греко-римська боротьба, до 120 кг | 12    |
| Чемпіонат Європи з боротьби 2009 | Греція | греко-римська боротьба, до 120 кг | 5     |
| Чемпіонат Європи з боротьби 2010 | Греція | греко-римська боротьба, до 120 кг | 11    |

### Виступи на Середземноморських іграх
| Змагання                    | Збірна | Вагова категорія                  | Місце  |
| --------------------------- | ------ | --------------------------------- | ------ |
| Середземноморські ігри 2009 | Греція | греко-римська боротьба, до 120 кг | Срібло |

### Виступи на інших змаганнях
| Змагання                                                         | Збірна | Вагова категорія                  | Місце  |
| ---------------------------------------------------------------- | ------ | --------------------------------- | ------ |
| Гран-прі Німеччини з боротьби 2007                               | Греція | греко-римська боротьба, до 120 кг | 5      |
| Олімпійський кваліфікаційний турнір з боротьби 2008 (Роме-Остія) | Греція | греко-римська боротьба, до 120 кг | Золото |

### Виступи на змаганнях молодших вікових груп
| Змагання                                       | Збірна | Вагова категорія                  | Місце  |
| ---------------------------------------------- | ------ | --------------------------------- | ------ |
| Чемпіонат Європи з боротьби серед кадетів 2002 | Греція | греко-римська боротьба, до 100 кг | 10     |
| Чемпіонат Європи з боротьби серед юніорів 2004 | Греція | греко-римська боротьба, до 120 кг | Бронза |
| Чемпіонат світу з боротьби серед юніорів 2005  | Греція | греко-римська боротьба, до 120 кг | Бронза |
| Чемпіонат Європи з боротьби серед юніорів 2005 | Греція | греко-римська боротьба, до 120 кг | Бронза |